# Jeon So-nee
Jeon So-nee (tiếng Hàn: 전소니; sinh ngày 20 tháng 3 năm 1991) là nữ diễn viên Hàn Quốc, trực thuộc công ty Management SOOP. Năm 2020, cô đóng vai chính trong bộ phim truyền hình Hàn Quốc Khi hoa tình yêu nở cùng với Park Jin-young.

## Tiểu sử

### Giáo dục
- Trường trung học nữ Đại học Sangmyung liên kết với Cao đẳng Giáo dục (상명대학교 사범대학 부속 여자고등학교) – Tốt nghiệp
- Học viện Nghệ thuật Seoul (서울예술대학교), Khoa Quản lý Nghệ thuật Phát thanh và Truyền thông – Tốt nghiệp Cử nhân Nghệ thuật

## Danh sách phim

### Phim
| Năm  | Nhan đề                         | Vai diễn     | Ghi chú   | Ng.   |
| ---- | ------------------------------- | ------------ | --------- | ----- |
| 2019 | Jo Pil-Ho: Cơn cuồng nộ bắt đầu | Jang Mi-na   | Vai chính | [ 2 ] |
| 2019 | Ghost Walk                      | Yoo Hyo-yeon | Vai chính |       |
| 2023 | Soulmate                        | Ha-eun       | Vai chính | [ 3 ] |

### Phim truyền hình
| Năm     | Nhan đề             | Kênh | Vai diễn            | Ghi chú   | Ng.   |
| ------- | ------------------- | ---- | ------------------- | --------- | ----- |
| 2018–19 | Gặp gỡ              | tvN  | Jo Hye-in           | Vai phụ   | [ 4 ] |
| 2020    | Khi hoa tình yêu nở | tvN  | Yoon Ji-soo khi trẻ | Vai chính | [ 5 ] |
| 2023    | Our Blooming Youth  | tvN  | Min Jae-yi          | Vai chính | [ 6 ] |

### Phim chiếu mạng
| Năm  | Nhan đề              | Nền tảng | Vai diễn     | Ghi chú   | Ng.   |
| ---- | -------------------- | -------- | ------------ | --------- | ----- |
| 2021 | Writing Your Destiny | TVING    | Go Che-kyung | Vai chính | [ 7 ] |
| TBA  | Parasite: The Grey   | Netflix  | Jung Soo-in  | Vai chính | [ 8 ] |

## Giải thưởng và đề cử
| Năm  | Lễ trao giải               | Hạng mục                 | (Những) Người/Tác phẩm được đề cử | Kết quả | Ng.   |
| ---- | -------------------------- | ------------------------ | --------------------------------- | ------- | ----- |
| 2019 | 19th Director's Cut Awards | Nữ diễn viên mới của năm | Jo Pil-Ho: Cơn cuồng nộ bắt đầu   | Đề cử   | [ 9 ] |
| 2020 | 7th Wildflower Film Awards | Nữ phụ xuất sắc nhất     | Ghost Walk                        | Đề cử   |       |